# André Vrancken
 (décembre 2018).
Si vous disposez d'ouvrages ou d'articles de référence ou si vous connaissez des sites web de qualité traitant du thème abordé ici, merci de compléter l'article en donnant les références utiles à sa vérifiabilité et en les liant à la section « Notes et références ».
Pour les articles homonymes, voir Vrancken.
André Vrancken, né à Awans (Liége) le 8 mars 1952, est une personnalité politique belge. 
Il est membre du Parti socialiste depuis 1982  
Il a commencé sa carrière comme ingénieur industriel, puis il  a obtenu  une licence en Biologie appliquée (UCL),un DES  en gestion du développement (ULg),un DEA  en relations internationales et intégration européenne. 
il a été professeur de cours scientifiques et techniques dans l'enseignement secondaire supérieur de la ville de Liège (de 1976 à 2004), il est ensuite  devenu directeur de l'institut horticole de Liège (de 2004 à 2007)
Il est également chargé des cours de gestion environnementale à l'école des sciences administratives de la Province de Liège et  donne régulièrement des conférences techniques et scientifiques  

## Biographie
André Vrancken commence sa carrière politique en 1989 en tant qu'échevin (du 1er janvier 1989 au 4 décembre 2006), parmi les  compétences exercées on peut citer : Les Affaires culturelles et sportives, l'environnement et l'écologie, l'Etat civil, les finances et les affaires économiques  
En 2006, il devient pour la première fois bourgmestre d'Awans avec un score de 961 Voix, il est à nouveau réélu bourgmestre en 2012 en obtenant un très gros score de 1125 voix 
En juin 2014, André Vrancken, alors bourgmestre d’Awans, a contre lui l’échevine Sabine Demet qui réussit à rallier plusieurs conseillers afin de déposer une motion de défiance.
En 2015 il est exclu du PS par l’USC locale. Il s'agissait d'une erreur  , personne n'avait  été exclu ...
Après avoir effectué un voyage d'études au Congo (RDC) en février 2015, il obtient un Master en Sciences de la population et  du développement à l'ULg en septembre 2016
André Vrancken poussera la liste du parti socialiste de la commune d'Awans pour octobre 2018
Aux élections de 2018, il obtient 693 voix derrière Thibaud Smolders qui obtient 919 voix.
André Vrancken devient député wallon début décembre 2018.